# Intriga
Intriga és una pel·lícula de thriller de comèdia dirigida per Antonio Fernández-Román i protagonitzada per Blanca de Silos i Manolo Morán. El guió de Miguel Mihura i Antonio Román està basat en Un cadáver en el comedor de Wenceslao Fernández Flórez. Fou estrenada el 17 de maig de 1943 al Palacio de la Prensa de Madrid.

## Sinopsi
En una casa on s'està rodant una pel·lícula apareix un cadàver al menjador i, aparentment, mor un criat sospitós, encara que després apareix en un club de grossos.

## Repartiment
- Mary Cruz
- Blanca de Silos
- Miguel del Castillo
- Ramón Elías
- Mariana Larrabeiti
- Manolo Morán - Inspector Ferrer
- Guadalupe Muñoz Sampedro
- Julio Peña - Roberto Téllez
- José Portes

## Premis
Va rebre el tercer premi als Premis del Sindicat Nacional de l'Espectacle de 1943.